# Sit de clatell roig
El sit de clatell roig (Zonotrichia capensis) és una espècie d'ocell de la família dels passerèl·lids (Passerellidae).

## Descripció
El sit de clatell roig fa entre 13,5 i 15 cm de llarg i pesa entre 20 i 25 g. L'adult té un bec gris rabassut i un cap gris amb ratlles negres amples als costats de la capçada i ratlles més fines a través dels ulls i per sota de les galtes. Els costats del clatell i del pit són de color vermellós i les parts superiors són de color marró fosc amb ratlles negres. Té dues franges blanques a les ales. La gola és blanca així com les parts inferiors que es tornen marrons als flancs i amb una taca negra al pit.

## Distribució i hàbitat
Habita zones obertes amb escassos arbusts, matolls, terres de conreu i ciutats de la zona neotropical, a les muntanyes de la Hispaniola, des de Chiapas cap al sud fins a Costa Rica, Panamà i Amèrica del Sud fins Terra del Foc, estant absent de les zones de selva humida de les conques de l'Amazones i l'Orinoco.
També és escàs a l'escut guaianès, que es troba principalment en alguns tepuis i a les muntanyes Pakaraima de Guyana.
L'espècie probablement estava més estesa per la regió del Carib durant els climes molt més freds de l'últim període glacial, però es va aïllar a les muntanyes més altes d'Hispaniola (les més altes del Carib) un cop va començar l'escalfament. Aquest patró es reflecteix a la població del trencapinyes de la Hispaniola (Loxia megaplaga), un ocell simpàtric. Tanmateix, també se sap que existeix a Aruba i algunes altres illes del Carib.

## Dieta
El sit de clatell roig s'alimenta a terra de llavors, gra caigut, insectes i aranyes. De vegades s'uneix a estols d'espècies mixtes i s'ha observat que recull tèrmits de les teranyines.
Normalment es veu en parelles que tenen territoris reduïts, o en petits ramats.

## Nidificació i Cria
L'època de reproducció està limitada per la disponibilitat d'aliments i, finalment, per les pluges. A les iunges subtropicals del nord-oest de l'Argentina, les femelles comencen a construir nius a finals d'octubre, quan arriba l'estació humida i a principis de desembre la majoria de l'activitat de nidificació ja ha acabat. Per contra, es va observar que a 2.000 msnm als Andes, a la província de Pichincha (Equador), els ous s'estaven incubant al desembre i es va registrar l'activitat de construcció de nius al març i a l'abril, cosa que suggereix una reproducció prolongada durant tota l'estació humida. El niu de copa oberta consisteix en material vegetal folrat d'herbes fines. Es construeix amb vegetació embullada a terra, baix en un arbre o arbust, o un forat en una paret, a un màxim de 2 m d'alçada però normalment a menys de 0,5 m sobre el sòl.
La femella pon dos o tres ous de color blau verdós pàl·lid amb taques de color marró vermellós. Els ous mesuren aproximadament 19–21 mm per 15–16 mm i pesen 2,6-2,8 g cadascun. La major part del dia són incubats per la femella durant 12-14 dies. Tanmateix, el mascle ajuda a alimentar els pollets que romanen al niu unes dues setmanes més. No són molt voraços i fins i tot quan s'apropa el moment de deixar el niu, els pares només els alimentaran cada 10 minuts més o menys. El vaquer lluent (Molothrus bonariensis) pot parasitar el niu i el fracàs reproductiu per depredació és molt freqüent durant el període d'incubació. D'altra banda, la depredació de cries no sembla que es produeixi amb més freqüència que en altres espècies semblants.

## Fisiologia

### Osmoregulació/ionorregulació
El sit de clatell roig depèn completament dels ronyons per a l'osmoregulació i la ionoregulació. És capaç de tolerar un ampli ventall d'ingesta de sal tot i que no té una glàndula salina, però el cost metabòlic en energia és massa gros per mantenir els processos osmoreguladors necessaris durant un període prolongat. Com a resultat, el sit de clatell roig no sol habitar en ambients marins com ara les maresmes. En condicions de major ingesta de sal, la massa del ronyó i del cor pot augmentar fins a un 20%. Aquesta resposta en la mida de l'òrgan provoca un augment de la taxa metabòlica basal (BMR) fins a un 30%. La mida del ronyó també es veu afectada per la quantitat d'aigua disponible en el medi ambient. En ambients àrids, l'orina està més concentrada i els ronyons tendeixen a ser més petits que en ambients més humits.

### Termoregulació
En associació amb el comportament no migratori i la tendència a trobar-se en una àmplia gamma d'altituds el sit de clatell roig experimenta importants fluctuacions de temperatura al llarg de l'any. Les estratègies utilitzades per aclimatar-se als canvis de temperatura estacional inclouen limitar la quantitat de pèrdua d'aigua per evaporació (EWL en anglès )i augmentar la taxa metabòlica. La pèrdua total d'aigua per evaporació (TEWL en anglès) augmenta durant els mesos d'estiu, cosa que pot ajudar a prevenir el sobreescalfament i es manté més baixa durant els mesos d'hivern. En resposta a les temperatures fredes, augmentarà tant la taxa metabòlica basal (BMR en anglès) com la taxa metabòlica màxima (MMR en anglès).

### Adaptacions a grans altituds
Les diferents poblacions de sit de clatell roig habiten dins un ampli ventall de zones a diferents altituds i per això també mostra la corresponent variació en la regulació genètica entre aquestes poblacions. Les poblacions de gran altitud mostren una regulació positiva dels gens musculars associats amb vies metabòliques i de transducció de senyals en comparació amb les poblacions de baixa altitud. Aquesta regulació i expressió són plàstiques, com es va trobar quan els ocells de gran i baixa altitud van ser portats a una zona de baixa altura i ja no mostraven diferències en la transcripció gènica. Altres investigacions han demostrat que el exemplar de sit de clatell roig procedents d'elevacions més baixes i més altes tenien respostes metabòliques similars a condicions de baix oxigen, però que els ocells de regions de major altitud eren més tolerants al fred.

## Taxonomia
Segons quina autoritat taxonòmica es consulti, hi ha entre 25 i 29 subespècies si bé les autoritats més importants n'hi atorguen 28:
- Z. c. septentrionalis (Griscom, 1930) del sud de Mèxic a El Salvador i Hondures.
- Z. c. antillarum (Riley, 1916) República Dominicana.
- Z. c. costaricensis (Allen, 1891) des de Costa Rica als Andes de Colòmbia, oest de Veneçuela i sud d'Ecuador.
- Z. c. insularis (Ridgway, 1898) Antilles Neerlandeses.
- Z. c. venezuelae (Chapman, 1939) centre i nord de Veneçuela.
- Z. c. inaccessibilis (Phelps & Phelps, 1955) Serra de la Neblina (sud de Veneçuela).
- Z. c. perezchinchillorum (Phelps & Aveledo, 1984) Serra Marahuaca (sud de Veneçuela).
- Z. c. roraimae (Chapman, 1929) centre i est de Colòmbia, sud i est de Veneçuela, oest de Guyana i nord de Brasil.
- Z. c. macconnelli (Sharpe, 1900) Mont Roraima (sude-est de Veneçuela).
- Z. c. capensis (Müller, 1776) nord-est de Guaiana Francesa.
- Z. c. bonnetiana (Stiles, 1995) sud de Colòmbia.
- Z. c. tocantinsi (Chapman, 1940) centre est de Brasil i sud de l'Amazones.
- Z. c. novaesi (Oren, 1985) Serra dos Carajás (est de Brasil).
- Z. c. matutina (Lichtenstein,1823) del nord-est i centre de Brasil a l'est de Bolívia.
- Z. c. subtorquata (Swainson, 1837) centre sud i sud-est de Brasil, est de Paraguai, nord-est d'Argentina i Uruguai.
- Z. c. illescasensis (Koepcke, 1963) Cerro Illescas (nord-oest de Perú).
- Z. c. markli (Koepcke, 1971) terres baixes al nord-oest de Perú.
- Z. c. huancabambae (Chapman, 1940) nord i centre de Perú.
- Z. c. peruviensis (Lesson,1834) oest de Perú.
- Z. c. pulacayensis (Ménégaux, 1909) del centre de Perú al centre de Bolívia i nord-oest d'Argentina.
- Z. c. carabayae (Chapman, 1940) vessant est dels Andes, des del centre de Perú al centre de Bolívia.
- Z. c. antofagastae (Chapman, 1940) nord de Xile.
- Z. c. arenalensis (Nores, 1986) nord-oest d'Argentina.
- Z. c. sanborni (Hellmayr, 1932) altiplà andí de Xile i oest d'Argentina.
- Z. c. hypoleuca (Todd, 1915) sud, est de Bolívia i nord d'Argentina.
- Z. c. choraules (Wetmore & Peters, 1922) centre oest d'Argentina.
- Z. c. chilensis (Meyen, 1834) centre de Xile i centre sud d'Argentina.
- Z. c. australis (Latham, 1790) sud de Xile i sud d'Argentina.